# پستان لوله‌ای
پستان‌های لوله‌ای (انگلیسی: Tubular breasts) یا پستان‌های توبروس (انگلیسی: Tuberous breasts) نوعی ناهنجاری مادرزادی است که هم در زنان و هم در مردان دیده می‌شود و ممکن است یک پستان یا هر دو را درگیر کند. در هنگام بلوغ رشد پستان‌ها متوقف می‌شود و به‌طور طبیعی و کامل رشد نمی‌کنند. علت دقیق این عارضه هنوز مشخص نیست؛ اما مطالعه‌ای در سال ۲۰۱۱ روی سلول‌های پستان‌های مردان و زنان مبتلا به این عارضه نشان داد که پستان‌های لوله‌ای ممکن است ناشی از یک نقص ژنتیکی در رسوب کلاژن باشد. گمان می‌رود یک تا پنج درصد از موارد بزرگ کردن پستان به سبب این بیماری باشد. با این حال، مشخص نیست چه نسبتی از جمعیت عمومی دچار این عارضه هستند، زیرا بسیاری از آنان به دنبال جراحی و اصلاح شکل پستان نیستند.

## پیشینه و طبقه‌بندی
بدشکلی غده‌ای سینه نخستین بار توسط ریس و استون در سال ۱۹۷۶ توصیف شد و به دنبال آن روشی برای طبقه‌بندی شدت بیماری معرفی شد. طبقه‌بندی‌های جراحی طبق نواحی مبتلای پستان انجام شده و ممکن است به ۳ درجه (طبقه‌بندی گرولو) یا ۴ درجه (طبقه‌بندی فون هایمبورگ) تقسیم‌بندی شود. مثلا در طبقه‌بندی گرولو که توسط پزشک فرانسوی «ژان-لویی گرولو» انجام شد اگر درگیری بیشتر در ربع داخلی-تحتانی باشد درجه ۱، اگر در دو ربع تحتانی باشد درجه ۲؛ و اگر در کل پستان باشد، درجه ۳ تلقی می‌شود.
نام‌های دیگر این عارضه «پستان‌های منقبض»، «پستان‌های غده‌ای» یا «کمپلکس‌ هاله‌های بیرون‌زده پستان» است.

### طبقه‌بندی

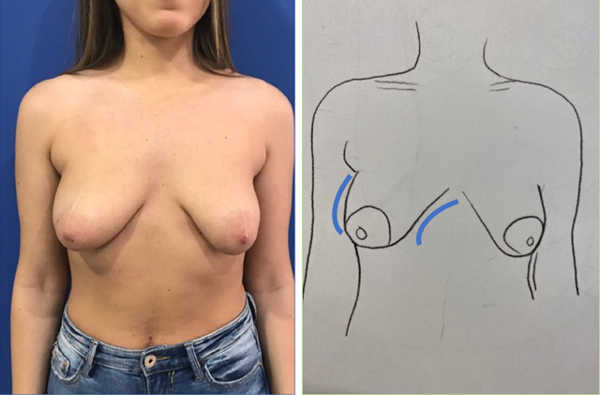
پستان لوله‌ای درجه ۱

طبقه‌بندی زیر توسط جراح پلاستیک آلمانی «دنیس فون هایمبورگ» انجام شده است:
- درجه اول: ۵۶ درصد موارد را تشکیل می‌دهد. پستان در ربع داخلی-تحتانی دچار آتروفی است. درگیری معمولاً دو طرفه است (در هر دو پستان دیده می‌شود). پستان‌ها بزرگ و آویزان هستند. هاله پستان به سمت پایین و داخل منحرف شده و حجم پستان طبیعی یا حتی گاهی هیپرتروفیک است.
- درجه دوم: ۲۶ درصد موارد شامل می‌شود. هر دو ربع پایینی دچار کمبود رشد هستند. در این حالت هاله پستان به سمت پایین منحرف می‌شود و معمولاً بسیار بزرگ است. پستان‌ها در ربع تحتانی خود دچار هیپوپلازی هستند. نوک پستان به سمت پایین منحرف نمی‌شود و این مهمترین تفاوت نوع دوم با نوع سوم است.
- درجه سوم: ۱۸ درصد موارد را تشکیل می‌دهد. برخی ویژگی‌ها مشابه نوع دوم است (عدم رشد ربع تحتانی)، اما میزان پوست از هاله پستان تا چین زیرپستانی ناکافی است. تمام ربع‌های پستان دچار هیپوپلازی و کمبود رشد هستند، قاعده پستانی جمع شده و سینه ظاهری دکمه‌ای یا غده‌ای دارد و نوک پستان به سمت پایین منحرف شده است.
- درجه چهارم: شدیدترین نوع درگیری است و پستان کاملا شکل لوله‌ای به‌خود می‌گیرد. هر ۴ ربع پستان تحت تأثیر قرار می‌گیرند. پایه پستانی هم در محور افقی و هم در محور عمودی منقبض و کوچک شده‌است.

## عوارض
پستان‌های لوله‌ای را نباید با پستان‌های کوچک یا کم‌رشد اشتباه گرفت. تأثیر این وضعیت بر ظاهر پستان می‌تواند از خفیف تا شدید متغیر باشد و ویژگی‌های رایج آن عبارتند از: هاله پستان پف‌کرده و بزرگ، فاصله غیرمعمول زیاد بین پستان‌ها، وجود اندک بافت در پستان، افتادگی پستان، بالاتر بودن خط زیر پستانی و پایه پستانی باریک در حفره سینه‌ای. این عارضه می‌تواند باعث کمبود شیر در مادران شیرده شود. با این حال، سایر جنبه‌های فیزیکی باروری و بارداری تحت تأثیر این بیماری قرار نمی‌گیرند.
پستان‌های لوله‌ای ممکن است منجر به مشکلات روانی-جنسی شود و دختران نوجوان در سنین اولیه بلوغ از نظر روانی به دلیل شکل غیرعادی پستان دچار مشکل می‌شوند.

## درمان
شکل ظاهری پستان لوله‌ای را می‌توان از طریق روش‌های جراحی، از جمله روش گسترش بافت، استفاده از پیوند چربی اتولوگ و ایمپلنت پستان تغییر داد.
تغییر شکل ظاهری پستان لوله‌ای پیچیده‌تر از بزرگ کردن پستان‌های معمولی است و برخی از جراحان پلاستیک آموزش‌های تخصصی ویژه‌ای برای اصلاح پستان لوله‌ای دیده‌اند. یک رویکرد تک مرحله‌ای ساده‌تر با استفاده از ایمپلنت‌های سالین نیز ممکن است نتیجه زیبایی‌شناختی رضایت‌بخشی داشته باشد. پس از جراحی ترمیمی پستان، فرد تا چند روز احساس خستگی دارد و همچنین دچار التهاب، سفتی و حساسیت بیشتر پستان‌ها می‌شود که امری طبیعی است و پس از گذشت ۲۴ تا ۴۸ ساعت به شرایط عادی خود بازمی‌گردد.
از آنجایی که پستان لوله‌ای یک ناهنجاری مادرزادی است، ممکن است در انگلستان جهت درمان، تحت پوشش سرویس سلامت ملی به متخصص ارجاع شود. برای کسانی که به دنبال راه حل‌های غیر جراحی هستند، انجام مشاوره روان‌پزشکی به عنوان راهی برای کنار آمدن با تصویر بدنی توصیه می‌گردد.